# 長者ヶ崎

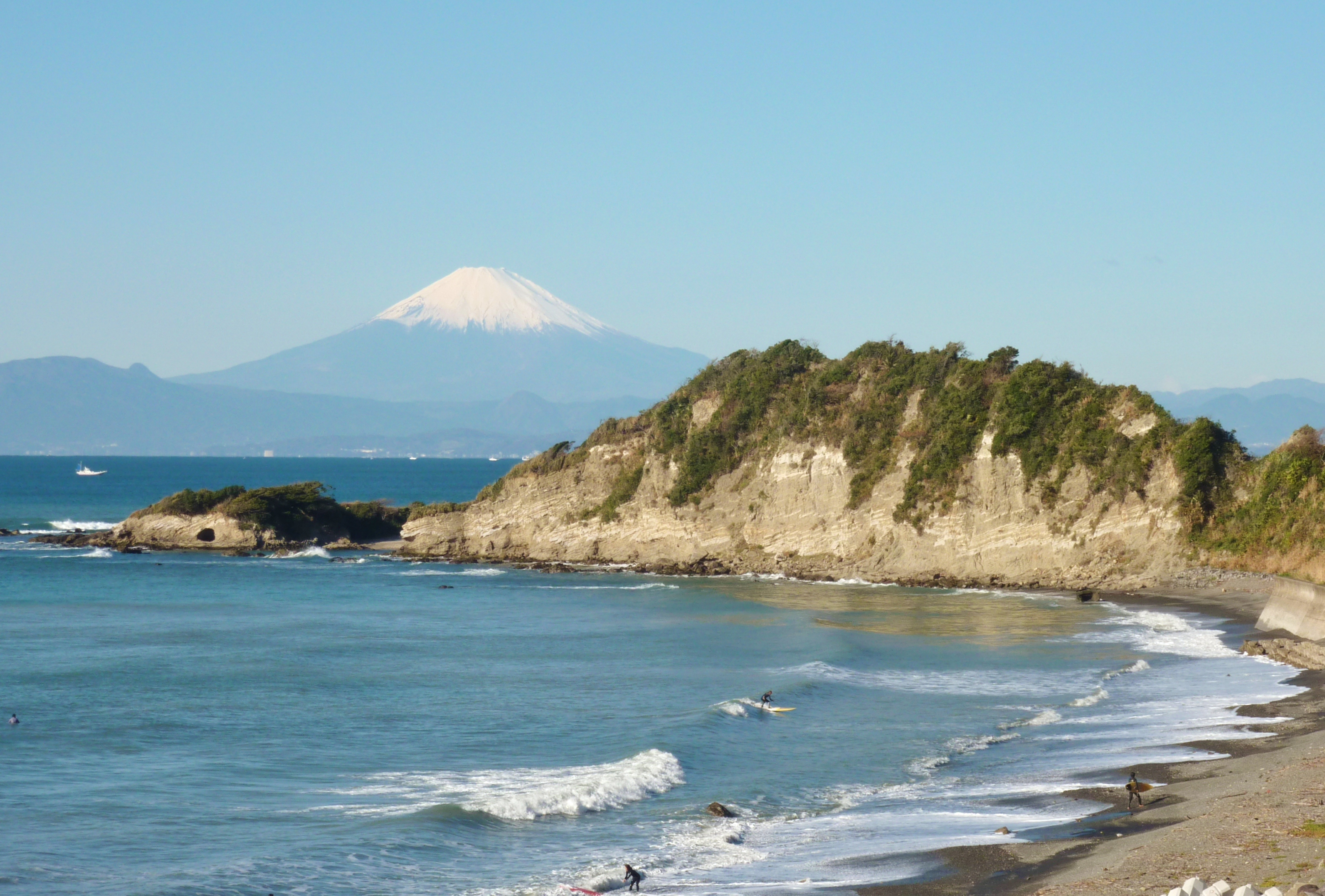
横須賀側から見た長者ヶ崎と富士山

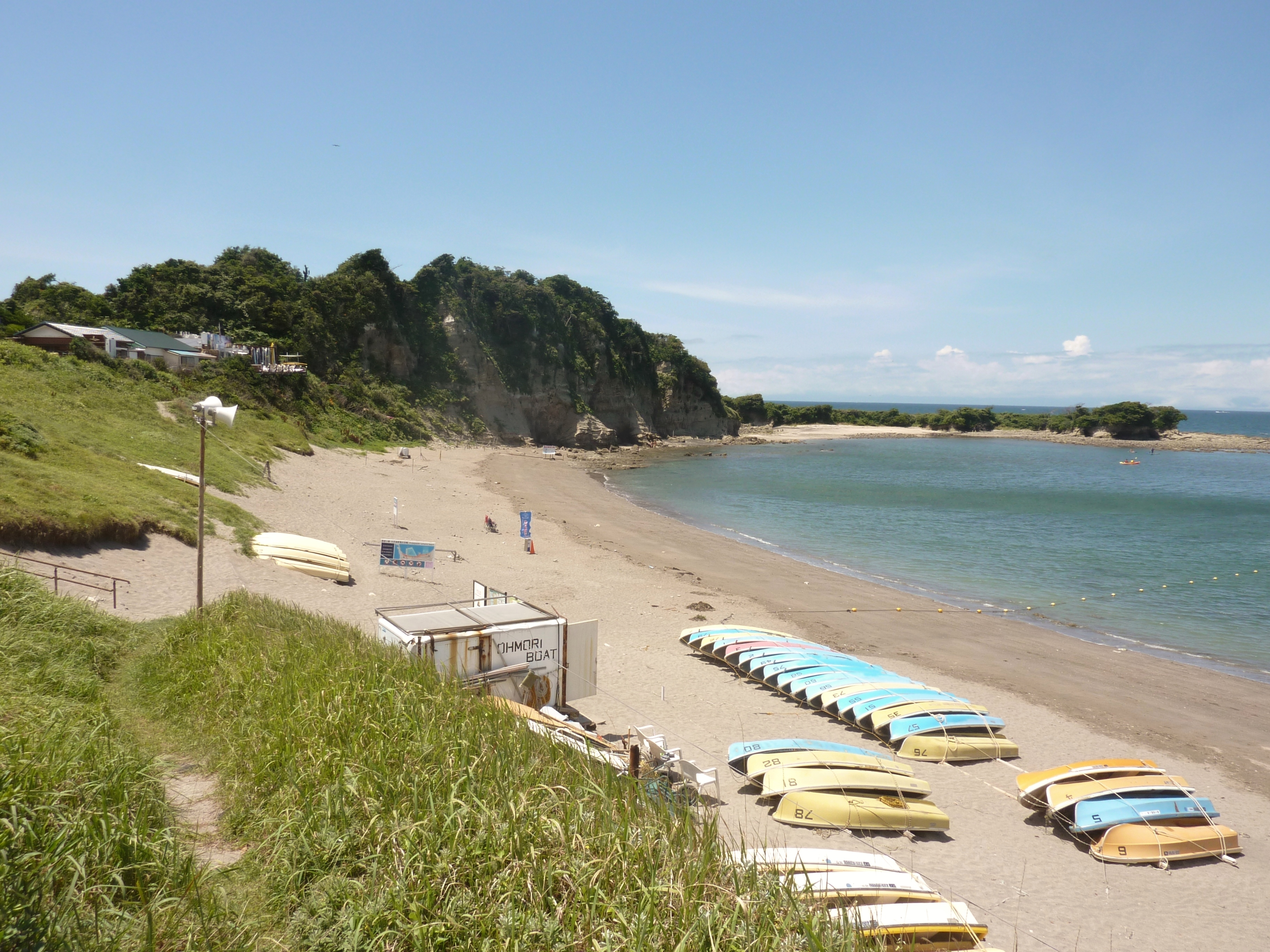
葉山側から見た長者ヶ崎

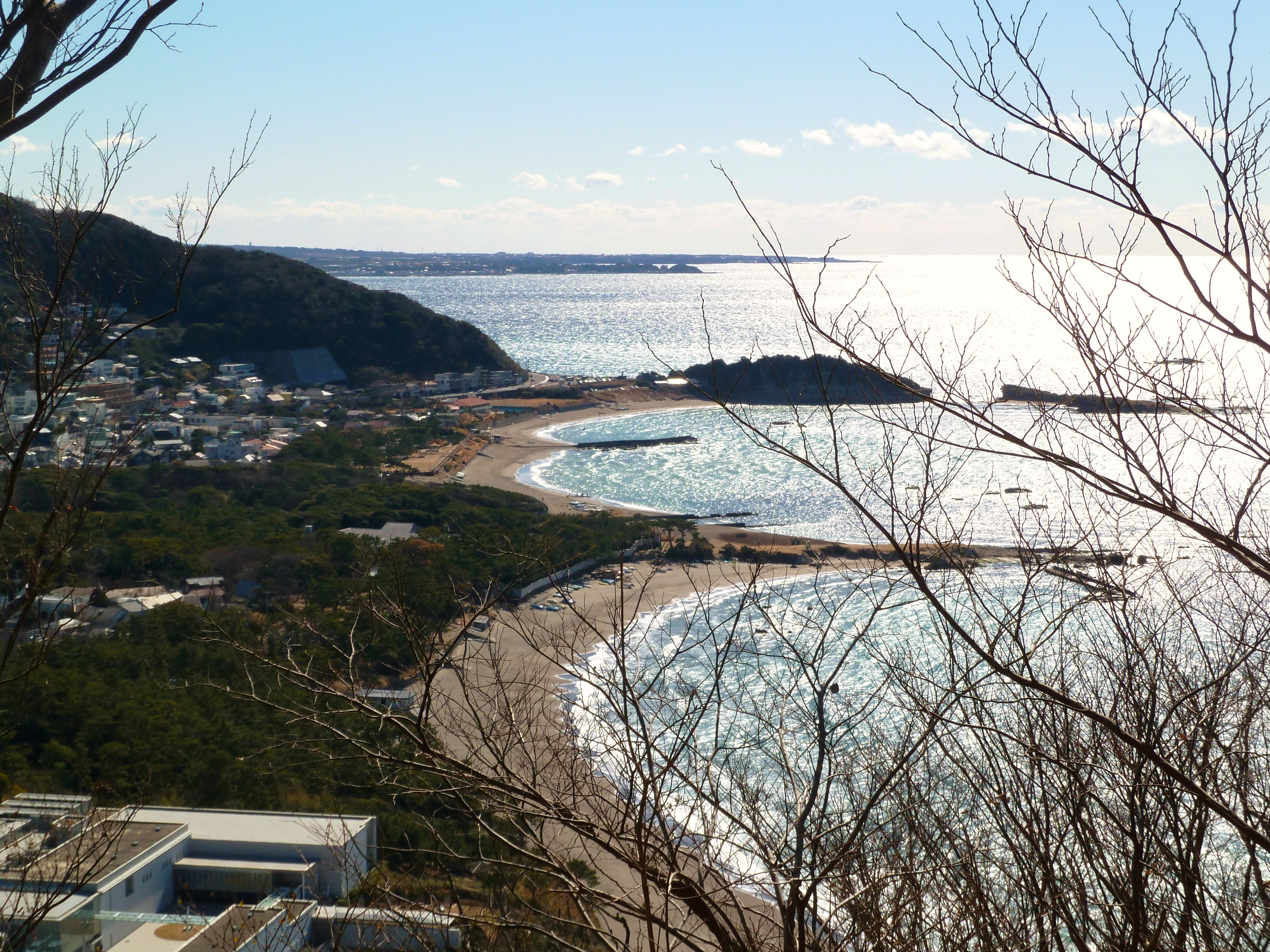
遠望

長者ヶ崎（ちょうじゃがさき）は、神奈川県横須賀市と葉山町の境に位置する岬である。

## 景観
長者ヶ崎と富士山を望む風景と夕景は美しく「三浦半島八景」や「かながわの景勝50選」の一つとなっている。

## 地質
約400～700万年の三浦層群逗子層が露出している。
現在は落石の危険があり、立ち入り禁止だが、遠くからでもその全貌を見ることができる。古くは尾ヶ崎と呼ばれていた。

## 海岸
葉山側には長者ヶ崎海岸があり、夏には長者ヶ崎・大浜海水浴場として賑わいを見せる。海の家は「海の家なぎさ」が1軒のみ営業している。
横須賀側には秋谷海岸（久留和地区）があり、サーフィンなどレクリエーションの利用の場として利用されている。
一時は海岸の侵食が進み砂浜が減少、海岸沿いにある国道134号や民有護岸の被災が懸念されていたが、養浜により砂浜が回復した。

## アクセス
- 逗子駅～長者ヶ崎
- 逗子駅～葉山バス停下車 徒歩
- 長者ヶ崎駐車場
- 神奈川県県立葉山公園駐車場

## 長者ヶ崎を舞台とする作品・ゆかりの作品

### 文芸
- 草迷宮（泉鏡花） - 作中では大崩壊（おおくずれ）と呼ばれている。

### 漫画
- ヨコハマ買い出し紀行（芦奈野ひとし） - 『北の大崩れ』として長者ヶ崎が登場した。

### 楽曲
- 愛しい人よ 〜名もなき旅人よ〜（ZARD）